# Amb el món no n'hi ha prou
Amb el món no n'hi ha prou (títol original en anglès The World Is Not Enough) és una pel·lícula britànico-estatunidenca dirigida per Michael Apted, estrenada el 1999. Ha estat doblada al català.

## Argument
James Bond és encarregat de protegir Elektra King, la filla d'un magnat del petroli que acaba de ser assassinat. Es troba a l'Azerbaidjan per tal de portar la seva investigació.

## Repartiment
- Pierce Brosnan: James Bond
- Sophie Marceau: Elektra King
- Robert Carlyle: Renard
- Denise Richards: Dra. Christmas Jones
- Robbie Coltrane: Valentin Zukovsky
- Judi Dench: M
- Desmond Llewelyn: Q
- John Cleese: R
- Maria Grazia Cucinotta: Cigar girl
- Samantha Bond: Srta. Moneypenny
- Michael Kitchen: Bill Tanner
- Colin Salmon: Charles Robinson
- Goldie: Bull
- David Calder: Sir Robert King
- Serena Scott Thomas: Dra. Molly Warmflash
- Ulrich Thomsen: Davidov

## Llocs de l'acció
- Bilbao
- Nous barris de l'est de Londres (també Westminster i el Pont de la Torre)
- Escòcia
- Azerbaidjan
- Kazakhstan
- Istanbul

## Curiositats
- El rodatge s'ha desenvolupat des de l'11 de gener al 25 de juny de 1999 a Bakú (escenes de ciutat) (Azerbaidjan), Bardenas Reales i Bilbao (ciutat i Guggenheim, Servoz (poble prop de Chamonix-Mont Blanc, França) (escenes d'esquí), base naval de Chatham, Eilean Donan, Elstead (escenes d'acció i explosió de l'oleoducte), Kyle of Lochalsh, Londres, mont Snowdon (escena de l'oleoducte), base militar RAF Northolt a Ruislip (pista d'enlairament de l'Azerbaidjan), estudis Pinewood, Swindon (refineria) (Regne Unit), palau de Küçüksu a Istanbul (Turquia)
- "The world is not enough" (Amb el món no n'hi ha prou) és la divisa de sir Thomas Bond, un avantpassat de James Bond (això és revelat per un expert a " 007 al servei secret de Sa Majestat ").
- La seqüència de persecució amb vaixell sobre el Tàmesi ha portat 7 setmanes per rodar-se. Es van utilitzar 35 vaixells.
- Les fotos que guarneixen els murs de la sala de comandament de la fàbrica de Zukovsky són d'antigues noies Bond.
- Als quarter general del castell escocès, hi ha un retrat de Bernard Lee darrere el despatx de M. Bernard Lee va ser l'actor que va interpretar el primer M a les pel·lícules de James Bond dels anys 1960 i 1970.[3]
- Quan el BMW Z8 és partit en dos parts, Bond murmura: "Q s'encendrà d'ira." És l'única pel·lícula on Bond es preocupa pel que el major Boorthoyd pensarà quan torni el material de la secció Q destruït.
- Mentre que és submergit en el Q-Boat, 007 reajusta la seva corbata -un gest improvisat per Pierce Brosnan en el rodatge.
- L'indret del Quarter General escocès del MI6 és el castell d'Eilean Donan, prop de l'illa de Skye, on va ser rodat Highlander (1986), pel·lícula que interpretava Sean Connery.
- A Chamonix es va rodar l'escena de la persecució al Caucas. Una allau afectà un poble veí el febrer de 1999, i el rodatge va ser interromput per tal que l'equip de muntatge i els helicòpters de la producció Bond participessin en les tasques de salvament.
- Va ser l'última aparició de Desmond Llewelyn com a Q. Es va jubilar i va morir poc després. L'última conversa que va tenir amb el llegendari espia al Quarter General escocès del MI6 va ser estranyament profètica en aquest cas.
- Desmond Llewellyn va morir en un accident de cotxe poc després de l'estrena de la pel·lícula. En la seva última entrevista, havia planificat aparèixer a la següent pel·lícula de James Bond.[3]

## Premis i nominacions

### Premis
- Empire Awards: millor actor per Pierce Brosnan, 2000
- Razzie Awards 1999: Pitjor paper seCUndari femení per Denise Richards

### Nominacions
- Razzie Awards 1999: pitjor parella per Pierce Brosnan / Denise Richards
- Las Vegas Film Critics Society 2000. Millor cançó per The World Is Not Enough